# Пуссетто, Игнасио
Игнасио Пуссетто (исп. Ignacio Pussetto; род. 21 декабря 1995, Санта-Фе, Аргентина) — аргентинский футболист, вингер клуба «Уракан».

## Биография
Пуссетто — воспитанник клуба «Атлетико Рафаэла». 18 августа 2013 года в матче против «Бока Хуниорс» он дебютировал в аргентинской Примере. 2 июня 2015 года в поединке против «Уракана» Иганисо забил свой первый гол за «Атлетико Рафаэла».
18 июля 2016 года Пуссетто перешёл в «Уракан» за 1,4 млн долларов, подписав с клубом четырёхлетний контракт. 27 августа в матче против «Годой-Крус» он дебютировал за новую команду. 29 октября в поединке против «Росарио Сентраль» Игнасио забил свой первый гол за «Уракан». В следующем сезоне он забил 9 мячей и стал лучшим бомбардиром команды.
17 июля 2018 года Пуссетто перешёл в итальянский «Удинезе». Сумма трансфера составила 8 млн евро. В матче против «Пармы» он дебютировал в итальянской Серии A. 30 сентября в поединке против «Болоньи» Игнасио забил свой первый гол за «Удинезе».
14 января 2020 года Пуссетто перешёл в английский «Уотфорд» за 7 млн фунтов стерлингов, подписав с клубом 4,5-летний контракт. 5 октября он вернулся в «Удинезе» на правах однолетней аренды. 30 июня 2021 года его аренда в «Удинезе» был продлена на сезон 2021/22. 1 сентября 2022 года Пуссетто был арендован «Сампдорией» с опцией выкупа, подписав с генуэзцами предварительный контракт до 30 июня 2026 года, который вступил бы в силу в случае реализации опциона. 16 августа 2023 года контракт Пуссетто с «Уотфордом» был расторгнут по обоюдному согласию сторон.
24 августа 2023 года Пуссетто вернулся в «Уракан», подписав контракт до 31 декабря 2024 года.
Старший брат Игнасио — Альфредо, также футболист.